# François Bracci
François Bracci (Calcatoggio, 3 de novembro de 1951 – 28 de dezembro de 2023) foi um futebolista e treinador de futebol francês.

## Carreira
Bracci atuou no Olympique de Marseille de 1971 a 1979 e de 1983 a 1985, com o qual disputou 342 jogos, tornando-se o terceiro jogador com mais partidas pelo clube. Enquanto esteve jogando pelo Marseille, conquistou o campeonato nacional em 1972 e a Copa da França em 1976. Teve passagens também por Strasbourg, Bordeaux, Rouen e  Béziers, onde parou de jogar em 1987.
Como treinador, comandou diversas equipes de pequeno porte da França, além de clubes da Argélia e Marrocos.

### Seleção Francesa
Pela Seleção de seu país, foi titular na Copa de 1978. Jogou dezoito partidas no total pelos Bleus.

## Morte
Bracci morreu em 28 de dezembro de 2023, aos 72 anos.